# Birtle cum Bamford
Birtle cum Bamford var en civil parish från 1866 till 1933 då den blev en del av Heywood och Rochdale, i grevskapet Lancashire (nu Greater Manchester), i England. Denna civil parish var belägen 15 km från Manchester och hade 1 619 invånare år 1931.